# Rapafruchttaube
Die Rapafruchttaube (Ptilinopus huttoni), auch  Langschnabel-Fruchttaube genannt, ist eine Taubenart aus der Gattung der Flaumfußtauben (Ptilinopus). Sie ist auf Rapa Iti, einer Insel der Austral-Inseln, endemisch. Das Artepitheton ehrt den britischen Geologen und Zoologen Frederick Wollaston Hutton (1836–1905).

## Merkmale
Die Rapafruchttaube erreicht eine Körperlänge von 31 cm und ein Gewicht von 130 g. Die Stirn, der Vorderkopf, ein kleiner Wangenfleck, der Oberbauchfleck und die Unterschwanzdecken sind rosa-violett. Hals und Brust sind silbergrau mit grüner Tönung. Der Bauchbereich ist gelb. Rücken und Schwanz sind stumpf grün, auf den Flügeln geht die Färbung in ein Blaugrün über. Iris und Schnabel sind gelb. Der Schnabelansatz ist rosa. Die Geschlechter sehen gleich aus. Bei den juvenilen Vögeln fehlt die farbige Scheitelfärbung. Sie sind insgesamt stumpfer gefärbt mit gelben Fransen an den Flügelfedern und an der Oberseite.

## Lebensraum
Die Rapafruchttaube bewohnt Wälder in 40 bis 450 m Höhe. Sie bevorzugt die waldreichsten Gebiete, kann aber gelegentlich auch in Plantagen mit der Karibischen Kiefer gefunden werden. Dennoch ist die Art weitgehend auf die begrenzten Bereiche des natürlichen Lebensraums beschränkt.

## Lautäußerungen
Die Rapafruchttaube ist ziemlich lautstark und gelegentlich nach der Dämmerung zu hören. Der Balzruf ist eine lange rhythmische gurrende Phrase, die ca. 10 Sekunden dauert. Er beginnt mit einem einzelnen langgezogenen Gurren, gefolgt von einem kurzen trillernden Blubbern (ca. 1 Sekunde) und endet mit einer langen Serie von ca. 40 Tönen, mit mehreren Beschleunigungen und Verlangsamungen.

## Lebensweise
Die Rapafruchttauben ernähren sich hauptsächlich von den fleischigen Früchten der verschiedenen Bäume sowie von Nektar einiger Blüten. Sie bewegen sich schwerfällig von Ast zu Ast und untersuchen die Früchte, bevor sie sie zu sich nehmen. Wegen ihres relativ hohen Gewichts (25 bis 33 % mehr als andere Fruchttauben aus Ostpolynesien) bewegen sie sich selten bis zum Ende der Äste. Um an die Früchte zu gelangen, führen sie daher einige Verrenkungen aus,  indem sie sich beispielsweise kopfunter drehen. Juvenile Vögel wurden im Februar, April und Dezember gefunden.

## Status
Die IUCN klassifiziert die Rapafruchttaube in die Kategorie vom Aussterben bedroht. 2017 wurde die Gesamtpopulation auf 160 Individuen geschätzt. Eine frühere Erhebung im Jahr 1990 ergab eine Schätzung von 274 Individuen, was darauf hindeutet, dass der Bestand zwischen den beiden Erfassungen um 42 % abgenommen hat. Es ist wahrscheinlich, dass sich die Fläche des verfügbaren Lebensraums im 20. Jahrhundert verringert hat und die Qualität des Lebensraums durch die Einführung der Erdbeerguave (Psidium cattleianum) gesunken ist. Die Hauptbedrohung ist der Verlust des Lebensraums, da der Wald durch Ziegen, Rinder, Feuer und Abholzung degradiert und zerstört wird. Der verbleibende potenzielle Lebensraum umfasst nur 292 ha, was weniger als 8 % der Inselfläche entspricht. Nur kleine Flächen ursprünglichen Waldes verbleiben in Schluchten, wo die Art in hohen Dichten vorkommt.